# 第20回アカデミー賞
第20回アカデミー賞（だい20かいアカデミーしょう）は、1947年の映画を対象としており、授賞式は1948年3月20日にアメリカ合衆国カリフォルニア州ロサンゼルスのシュライン・オーディトリアムで行われた。司会はアグネス・ムーアヘッドとディック・パウエルが務めた。

## 受賞とノミネート一覧
太文字のものが受賞である。
| 作品賞 | 監督賞 |
| --- | --- |
| - 『紳士協定』 - 『気まぐれ天使』 - 『十字砲火』 - 『大いなる遺産』 - 『三十四丁目の奇蹟』 | - エリア・カザン – 『紳士協定』 - ジョージ・キューカー – 『二重生活』 - エドワード・ドミトリク – 『十字砲火』 - ヘンリー・コスター – 『気まぐれ天使』 - デヴィッド・リーン – 『大いなる遺産』                                                                                                  |
| 主演男優賞 | 主演女優賞 |
| - ロナルド・コールマン – 『二重生活』 - ジョン・ガーフィールド – 『ボディ・アンド・ソウル』 - グレゴリー・ペック – 『紳士協定』 - ウィリアム・パウエル – 『ライフ・ウィズ・ファーザー』 - マイケル・レッドグレイヴ – Mourning Becomes Electra | - ロレッタ・ヤング – 『ミネソタの娘』 - ジョーン・クロフォード – 『失われた心』 - スーザン・ヘイワード – 『スマッシュ・アップ』 - ドロシー・マクガイア – 『紳士協定』 - ロザリンド・ラッセル – Mourning Becomes Electra                                                                        |
| 助演男優賞 | 助演女優賞 |
| - エドマンド・グウェン – 『三十四丁目の奇蹟』 - チャールズ・ビックフォード – 『ミネソタの娘』 - トーマス・ゴメス – Ride the Pink Horse - ロバート・ライアン – 『十字砲火』 - リチャード・ウィドマーク – 『死の接吻』 | - セレステ・ホルム – 『紳士協定』 - エセル・バリモア – 『パラダイン夫人の恋』 - グロリア・グレアム – 『十字砲火』 - マージョリー・メイン – 『卵と私』 - アン・リヴィア – 『紳士協定』 |
| 脚本賞 | 脚色賞 |
| - 『独身者と女学生』 – シドニィ・シェルダン - 『靴みがき』 – セルジオ・アミデイ、アドルフォ・フランチ、チェーザレ・ヴィオラ、チェーザレ・ザヴァッティーニ - 『殺人狂時代』 – チャールズ・チャップリン - 『二重生活』 – ルース・ゴードン、ガーソン・ケニン - 『ボディ・アンド・ソウル』 – エイブラハム・ポロンスキー | - 『三十四丁目の奇蹟』 – ジョージ・シートン - 『大いなる遺産』 – デヴィッド・リーン、ロナルド・ニーム、アンソニー・ハヴロック＝アラン - 『影なき殺人』 – リチャード・マーフィ - 『十字砲火』 – ジョン・パクストン - 『紳士協定』 – モス・ハート                                                |
| 原案賞 | 短編アニメ賞 |
| - 『三十四丁目の奇蹟』 – ヴァレンタイン・デイヴィス - 『春の凱歌』 - ジョルジュ・シャペロ、ルネ・ウィラー - 『五番街の出来事』 - ハーバート・クライド・ルイス、フレデリック・ステファニー - 『死の接吻』 – エリアザー・リプスキー - 『スマッシュ・アップ』 – ドロシー・パーカー、フランク・キャヴェット | - 『部屋の中で大バトル』 – エドワード・セルツァー - 『チップとデール』 – ウォルト・ディズニー - 『あべこべ物語』 – フレッド・クインビー - 『プルートは歌がお好き』 – ウォルト・ディズニー - Tubby the Tuba – ジョージ・パル                                                                    |
| 長編ドキュメンタリー映画賞 | 短編ドキュメンタリー映画賞 |
| - Design for Death - Journey Into Medicine - The World Is Rich | - First Steps - Passport to Nowhere - School in the Mailbox |
| 短編実写映画賞（一巻） | 短編実写映画賞（二巻） |
| - Goodbye Miss Turlock – ハーバート・モールトン - Brooklyn, U.S.A. – トーマス・ミード - Moon Rockets – ジェリー・フェアバンクス - Now You See It – ピート・スミス - So You Want to Be in Pictures – ゴードン・ホリングゼッド | - Climbing the Matterhorn – アーヴィング・アレン - Champagne for Two – ハリー・グレイ - Fight of the Wild Stallions – トーマス・ミード - Give Us the Earth – ハーバート・モーガン - A Voice Is Born: The Story of Niklos Gafni – ベン・ブレイク                                                |
| ドラマ・コメディ音楽賞 | ミュージカル音楽賞 |
| - 『二重生活』 – ロージャ・ミクローシュ - 『気まぐれ天使』 – ヒューゴー・フリードホーファー - 『征服への道』 – アルフレッド・ニューマン - 『永遠のアムバア』 – デイヴィッド・ラクシン - 『ライフ・ウィズ・ファーザー』 – マックス・スタイナー | - Mother Wore Tights – アルフレッド・ニューマン - 『南部の唄』 – ダニエル・アンフィシアトロフ、ポール・J・スミス、チャールズ・ウォルコット - 『南米珍道中』 – ロバート・エメット・ドーラン - 『闘牛の女王』 – ジョン・グリーン - My Wild Irish Rose – レイ・ハインドーフ、マックス・スタイナー |
| 歌曲賞 | 録音賞 |
| - "Zip-a-Dee-Doo-Dah" （『南部の唄』） – アリー・リューベル（作曲）、レイ・ギルバート（作詞） - "A Gal in Calico" （The Time, the Place and the Girl） – アーサー・シュワルツ（作曲）、レオ・ロビン（作詞） - "I Wish I Didn't Love You So" （『ポーリンの冒険』） – フランク・ローサー（作詞・作曲） - "Pass That Peace Pipe" （Good News） – ラルフ・ブレイン（作詞・作曲）、ヒュー・マーティン（作詞・作曲）、ロジャー・イーデンス（作詞・作曲） - "You Do" （Mother Wore Tights） – ジョセフ・マイロー（作曲）、マック・ゴードン（作詞） | - 『気まぐれ天使』 – サミュエル・ゴールドウィン・スタジオ・サウンド部 - 『大地は怒る』 – メトロ・ゴールドウィン・メイヤー・スタジオ・サウンド部 - T-Men – サウンド・サービス |
| 美術監督賞（白黒） | 美術監督賞（カラー） |
| - 『大いなる遺産』 – 美術: ジョン・ブライアン、装置: ウィルフレッド・シングルトン - The Foxes of Harrow – 美術: ライル・ウィーラー、モーリス・ランスフォード、装置: トーマス・リトル、ポール・S・フォックス | - 『黒水仙』 – 美術・装置: アルフレッド・ジュネ - 『ライフ・ウィズ・ファーザー』 – 美術: ロバート・M・ハース、装置: ジョージ・ジェームズ・ホプキンス |
| 撮影賞（白黒） | 撮影賞（カラー） |
| - 『大いなる遺産』 – ガイ・グリーン - 『大地は怒る』 - ジョージ・フォルシー - 『幽霊と未亡人』 - チャールズ・ラング・Jr | - 『黒水仙』 – ジャック・カーディフ - Mother Wore Tights – ハリー・ジャクソン - 『ライフ・ウィズ・ファーザー』 - ペヴァレル・マーレイ、ウィリアム・V・スコール |
| 編集賞 | 特殊効果賞 |
| - 『ボディ・アンド・ソウル』 – フランシス・リオン、ロバート・パリッシュ - 『気まぐれ天使』 - モニカ・コリングウッド - 『紳士協定』 - ハーモン・ジョーンズ - 『邪魔者は殺せ』 - ファーガス・マクドネル - 『大地は怒る』 - ジョージ・ホワイト | - 『大地は怒る』 – A・アーノルド・ギレスピー、ウォーレン・ニューカム、ダグラス・シアラー、Michael Steinore - 『征服されざる人々』 – ファーシオット・エドワード、デヴェルー・ジェニングス、ゴードン・ジェニングス、ウォーレス・ケリー、ポール・ラーペー、ジョージ・ダットン                     |

### アカデミー名誉賞
- ジェームズ・バスケット
- 『ビルの冒険物語』
- ウィリアム・N・セリッグ、アルバート・E・スミス、トーマス・アーマット、ジョージ・K・スプーフ

### 外国語映画賞
- 『靴みがき』（ イタリア）

### 統計
複数候補
- 8候補: 『紳士協定』
- 5候補: 『気まぐれ天使』、『十字砲火』、『大いなる遺産』
- 4候補: 『二重生活』、『大地は怒る』、『ライフ・ウィズ・ファーザー』、『三十四丁目の奇蹟』
- 3候補: 『ボディ・アンド・ソウル』、Mother Wore Tights
- 2候補: 『黒水仙』、『ミネソタの娘』、『死の接吻』、Mourning Becomes Electra、『スマッシュ・アップ』、『南部の唄』

複数受賞
- 3受賞: 『紳士協定』、『三十四丁目の奇蹟』
- 2受賞: 『黒水仙』、『二重生活』、『大いなる遺産』